# Калук
Калу́к (лезг. Калукар) — село в Ахтынском районе Дагестана.
Образует сельское поселение село Калук как единственный населённый пункт в его составе.

## География
Село Калук находится в долине реки Самур, возле сёл Луткун и Кака. Между Самурским и Гельмец-Ахтынским хребтами. Село расположено на республиканской трассе «Магарамкент-Ахты-Рутул».

## История
Село Калук основано на рубеже XVII—XVIII вв. представителями ахтынского тухума «Макӏат». Даже до недавнего времени калукцы собирались на пятничный намаз в Ахтынской джума-мечети, а умерших хоронили на ахтынских кладбищах. Селение славится мастерами по изготовлению деревянных ложек из абрикосового дерева и выделке овчины. В 1929 году была учреждена начальная общеобразовательная школа. В 1936 году в Калуке основан колхоз «Калукский». В 1961 году его объединили с колхозом им. Муктадира Айдинбекова. В 1990 году была образована сельская администрация.

## Население
| 1926  | 1939  | 1970  | 1989  | 2002  | 2010  | 2012  |
| ----- | ----- | ----- | ----- | ----- | ----- | ----- |
| 254   | ↗361  | ↗623  | ↗792  | ↗1133 | ↗1226 | ↗1240 |
| 2013  | 2014  | 2015  | 2016  | 2017  | 2018  | 2019  |
| ↗1262 | ↘1234 | ↗1267 | ↗1269 | ↗1278 | ↘1269 | ↘1257 |
| 2020  | 2021  | 2023  | 2024  | 2025  |       |       |
| ↗1268 | ↗1300 | ↗1318 | ↘1312 | ↗1314 |       |       |

По национальности жители села лезгины. По вероисповеданию мусульмане-сунниты.
Тухумы (рода): макӏатар, айдемирар, гьезрединар, мердалияр, велиханар, дустабур, лялияр, керемар, ушурар. Село делится на кварталы: Кал, Агъа магьле, Кӏварар, Латар.

## Экономика и инфраструктура
Жители села заняты сельским хозяйством: бахчеводством и разведением мелкого рогатого скота. Функционирует средняя школа.